# Amon Göth
Amon Leopold Göth (ou Goeth), né le 11 décembre 1908 à Vienne en Autriche-Hongrie et exécuté par pendaison le 13 septembre 1946 à Cracovie en Pologne, est un SS-Hauptsturmführer. Il a notamment commandé le camp de concentration de Płaszów, près de Cracovie ; ses méthodes dans ses fonctions et sa brutalité lui ont valu le surnom de « boucher de Hitler ».

## Biographie

### Débuts
Né dans une famille d'industriels de l'impression, Amon Göth devient membre en 1930 (avec le numéro 510764) de la branche autrichienne du parti ouvrier allemand national-socialiste. La même année, il rejoint les SS autrichiens (numéro de membre : 43673).
Ses premières activités en tant que SS sont mal connues, essentiellement parce que la section SS autrichienne est restée illégale et clandestine jusqu'à l’Anschluss (1938). Entre 1932 et 1938, il est membre de l’Allgemeine-SS à Vienne.
Sa progression au sein de l'organisation est rapide : Oberscharführer (c'est-à-dire adjudant) en 1937, il atteint le grade d’Untersturmführer (sous-lieutenant) le 14 juillet 1941. Göth acquiert de l'expérience dans les centres de mise à mort nazis de Bełżec, Sobibor et Treblinka.

### Liquidation des ghettos
En août 1942, Göth quitte Vienne et rejoint l'état-major SS de Cracovie. Officier SS préposé au service des camps de concentration, il est envoyé le 11 février 1943 à Płaszów pour y établir et diriger un camp de travail obligatoire. Soumis à un rythme forcené, les prisonniers achèvent la construction du camp un mois plus tard. Le ghetto de Cracovie est fermé le 13 mars 1943, et ses survivants emprisonnés dans le nouveau camp. Près de 2 000 personnes meurent au cours de l'évacuation, certaines d'entre elles exécutées de la main de Göth lui-même.
En mars 1943, Mieczysław Pemper fut témoin dans le ghetto de Cracovie de scènes où Göth lâchait ses chiens sur les habitants et leur tirait dessus.
En septembre 1943, il est chargé de fermer le ghetto de Tarnów. On ignore combien de personnes ont été exécutées sur place à cette occasion. Le 3 février 1944, il fait évacuer le camp de concentration de Szebnie, ordonnant que les détenus qui ne sont pas tués sur-le-champ soient déportés vers d'autres camps. Cette nouvelle opération se solde par plusieurs centaines de morts.
Ayant reçu une double promotion qui lui permet de sauter le grade d’Obersturmführer, Göth est élevé le 20 avril 1944 au rang de Hauptsturmführer et devient également officier de la Waffen-SS. Son assignation au poste de commandant du camp de travail à Plaszow est reconduite, cette fois sous l'autorité directe des services économiques et administratifs SS.

### Płaszów, apogée d'une carrière
En tant que commandant du camp de Płaszów, où l'espérance de vie moyenne était de quatre semaines, Göth était redouté des prisonniers, qu'il soumettait à divers mauvais traitements, et qu'il exécutait même parfois par balles. Ses deux chiens Ralf et Alf, qu'il lançait sur les détenus, avaient une sinistre réputation. Poldek Pfefferberg, l'un des juifs de Płaszów sauvés par l'industriel Oskar Schindler, témoigna en ces termes : « Voir Göth, c'était voir la mort. »
Lors du procès de Göth en 1946, Henryk Bloch rapporte les faits suivants :

« […] Göth ordonna que chacun reçoive cent coups [de fouet], mais tout le monde en reçut plus de deux cents, voire trois cents. Chaque prisonnier devait compter les coups à voix haute ; si une erreur était commise, alors les coups recommençaient à partir de zéro. […] Après avoir été retiré de la table, le prisonnier était littéralement une masse sanglante aux chairs coupées. […] Pendant tout ce temps, un homme criait horriblement. Göth hurla, lui demandant de se calmer et de compter. L'homme ne se calma pas. Göth s'approcha, prit la moitié d'une brique au sol, vint vers la table sur laquelle on était en train de battre l'homme et lui asséna un coup avec la brique, lui fendant la tête en deux. [...] Couvert de sang, le crâne fendu, l'homme se leva de la table, s'approcha de Göth et lui dit qu'il avait reçu sa punition. On lui ordonna de partir et lorsqu'il se tourna, Göth sortit son revolver et lui tira une balle dans la tête. »

À Płaszów, l'industriel allemand Oskar Schindler entretient avec Göth des relations amicales mais non désintéressées. Schindler se sert de ses relations cordiales avec le commandant de Płaszów pour lui faire épargner des Juifs rattachés à un camp secondaire et travaillant dans ses entreprises. Le 4 septembre 1944, alors que les Soviétiques approchent de Cracovie, les autorités nazies ferment ce camp secondaire et les détenus juifs sont transférés à Auschwitz. Pour maintenir en vie ses ouvriers, Schindler les « rachète » à Göth contre de l'argent et des produits du marché noir.

### Retour en Allemagne
Le 13 septembre 1944, Göth est relevé de ses fonctions et assigné au bureau administratif et économique des SS. Peu après, en novembre 1944, il est accusé d'avoir détourné à son profit, lors de la liquidation des ghettos, des biens appartenant au Reich (la législation nazie a placé les propriétés des juifs sous le contrôle de l'Allemagne). Arrêté par la Gestapo, il doit comparaître devant la Cour de la police SS, mais les défaites allemandes qui se succèdent et l'approche d'un dénouement à la guerre monopolisent l'attention de ses supérieurs. Les charges contre lui sont finalement abandonnées. Pour les mêmes faits, deux commandants de camps, Karl Otto Koch et Hermann Florstedt, avaient été exécutés par les SS.
Göth est affecté à Bad Tölz en Allemagne, où les médecins de la SS l'examinent et diagnostiquent des troubles mentaux, ainsi que du diabète. Il est alors transféré dans un sanatorium ; c'est là que les troupes américaines l'arrêtent en mai 1945.

### Après la guerre

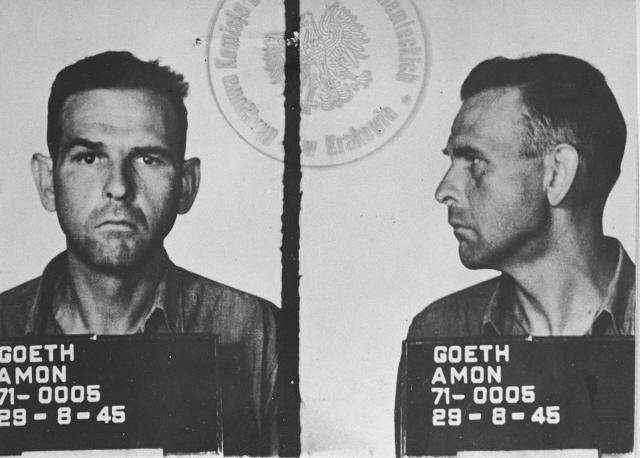
Göth, prisonnier des Alliés le 28 août 1945.

Extradé vers la Pologne après la guerre, Amon Göth est reconnu coupable par le Tribunal national suprême de Pologne, à Cracovie, de l'exécution de milliers de personnes. Le jugement se déroule en deux temps, du 27 au 31 août, puis du 2 au 5 septembre 1946. Il est condamné à mort pour les charges suivantes extraites du compte rendu du procès (traduction libre) :
1. L'accusé, en tant que commandant du camp de travail forcé de Plaszow (Cracovie) du 11 février 1943 au 13 septembre 1944, provoqua la mort d'environ 8 000 prisonniers en ordonnant l'extermination d'un grand nombre d'entre eux.
2. En tant que SS-Sturmführer, l'accusé s'occupa, sur l'ordre du SS-Sturmbannführer Willi Haase (pl), de la fermeture définitive du ghetto de Cracovie. Cette opération, commencée le 13 mars 1943, priva de la liberté 10 000 personnes, qui furent internées dans le camp de Plaszow, et causa la mort d'environ 2 000 d'entre elles.
3. En tant que SS-Hauptsturmführer, l'accusé s'occupa de la fermeture du ghetto de Tarnów, le 3 septembre 1943. Le résultat de cette action fut qu'un nombre inconnu de personnes périrent, tuées sur-le-champ à Tarnów ; d'autres moururent par asphyxie pendant le transport par rail ou furent exterminées dans d'autres camps, en particulier à Auschwitz.
4. Entre septembre 1943 et le 3 février 1944, l'accusé ferma le camp de travail forcé à Szebnie, près de Jasło, et ordonna que les prisonniers soient tués sur-le-champ ou déportés vers d'autres camps, ce qui provoqua la mort de plusieurs milliers de personnes.
5. En même temps qu'il se livrait aux activités décrites du point 1 au point 4, l'accusé retira aux prisonniers leurs biens, leur or et les sommes en liquide qu'ils avaient déposées, et s'appropria ces valeurs. Il vola des vêtements, des meubles et d'autres biens mobiliers appartenant à des personnes transférées ou internées, et les envoya en Allemagne. La valeur des biens volés, en particulier des liquidités, atteint plusieurs millions de zlotys selon le taux de change en vigueur à l'époque. Pour tous ces actes, l'accusé fut arrêté par les autorités allemandes le 13 septembre 1944, mais ne comparut devant aucune cour allemande. Il fut plus tard extradé vers la Pologne par les autorités alliées en Allemagne.

Il est exécuté par pendaison à Cracovie, à proximité du site de Płaszów, à la prison de Montelupich. Son corps a été incinéré.
Une vidéo supposée de son exécution montre le bourreau obligé de s'y reprendre à trois fois. Cependant, des analyses météorologiques, destinées à vérifier s'il avait pu neiger au moment de son exécution, ainsi que des comparaisons faciales informatiques réalisées pour National Geographic ont prouvé qu'il s'agit en réalité de l'exécution de Ludwig Fischer.

### Filmographie
- Le personnage d'Amon Göth apparaît dans le livre de Thomas Keneally et dans le film qui en a été tiré, La Liste de Schindler. Au cinéma, son rôle est interprété par Ralph Fiennes.
- Mon père, cet assassin, documentaire réalisé par James Moll (titre original Inheritance, USA 2006, durée 70 min) relatant la rencontre entre Monika Hartwig, fille de Amon Göth, et Helen Jonas-Rosenzweig, servante juive de Göth durant la guerre.